# Stănești (okręg Alba)
Stănești – wieś w Rumunii, w okręgu Alba, w gminie Poiana Vadului. W 2011 roku liczyła 113 mieszkańców.